# Alive: 20 Years Later
『Alive: 20 Years Later』（アライブ: トゥエンティ・イヤーズ・レイター）は、1993年公開のアメリカ映画でありドキュメンタリー映画作品である。
ジル・フラートン-スミス監督、ナレーターをマーティン・シーンが担当している。

## 概要
1972年10月13日に発生したウルグアイ空軍機571便遭難事故の16人の生存者たちを主人公に、事故から20年後を経過した時点で生存者たちが事故のことを振り返る様子を描く。このドキュメンタリー映画と同時に、当時の事故の様子を描いた『生きてこそ』が作られている。

## スタッフ
- 監督: ジル・フラートン-スミス
- 製作総指揮: フランク・マーシャル、ロバート・ワッツ
- 製作: キャスリーン・ケネディ、フランク・マーシャル
- 脚本: ジル・フラートン-スミス
- 撮影監督: ペーター・ジェームス、ペーター・グリーンハルフ、イワン・ストラスバーグ
- 撮影: エメスッツォ・ムシテーリ、ジム・ワラース
- 編集: ペーター・ジェームス
- 録音: ビル・ドッドキン、エオイン・マックカーン
- 音楽: ジェームズ・ニュートン・ハワード

### 出演者
ナレーター、スタッフ以外の全てが生存者またはその家族の本人役。
実際の生存者リストについてはウルグアイ空軍機571便遭難事故#16人の生存者を参照。
- マーティン・シーン - ナレーター
- ロビン・モーンセイ - 山岳道案内、ヘリコプター・コーディネイター

生存者とその家族
- ロベルト・カネッサ
- セルシオ・カタラン
- パンチョ・デルガド
- ダニエル・フェルナンデス
- ボビー・フランソイス
- ロイ・ハーレイ
- コチェ・インシアーテ
- アルバーロ・マンヒーノ
- カルリトス・パエス
- ナンド・パラード
- ファーザー・ロジャース
- アドルフォ・ストラウチ
- エデュアーロ・ストラウチ
- ロシーナ・ストラウチ
- グスターボ・セルヒーノ